# كاثي رينالدي
كاثي رينالدي (بالإنجليزية: Kathy Rinaldi)‏ مواليد 24 مارس 1967 في فلوريدا، الولايات المتحدة، هي لاعبة كرة مضرب أمريكية سابقة بدأت مسيرتها كمحترفة سنة 1980 وكانت تلعب باليد اليمنى، اعتزلت اللعب في سبتمبر 1997. أعلى تصنيف لها في الفردي كان المركز الـ 7 في سنة 1986. أعلى تصنيف لها في الزوجي كان المركز الـ 13 في سنة 1993.

## الخط الزمني للفردي
مفتاح
| ف | ن | ن.ن | ر.ن | د# | د.م | ل | أ.أ | ت | غ | ب | ف | ذ | م.خ | ل.ت |

(ف) فاز بالبطولة (ن) وصل النهائي (ن.ن) نصف النهائي (ر.ن) ربع النهائي (د#) الأدوار الأربعة الأولى (د.م) دور المجموعات (ل) شارك في كأس ديفيز (أ.أ) خرج من الأدوار الاولى (ت) خسر التصفيات التأهيلية (غ) غاب عن الحدث أو البطولة (ب) حصل على ميدالية برونزية (ف) حصل على ميدالية فضية (ذ) حصل على ميدالية ذهبية (م.خ) بطولة الماسترز خُفضت إلى مرتبة أقل (ل.ت) البطولة لم تعقد في السنة المعينة.
لتجنب الارتباك وازدواجية الحساب، يتم تحديث هذه المعلومات إما في نهاية البطولة، أو عندما تكون مشاركة اللاعب في البطولة قد انتهت.
| الدورة            | 1981  | 1982  | 1983  | 1984  | 1985  | 1986  | 1987  | 1988  | 1989  | 1990  | 1991  | 1992  | 1993  | 1994  | 1995  | 1996  | إجمالي ف/م |
| ----------------- | ----- | ----- | ----- | ----- | ----- | ----- | ----- | ----- | ----- | ----- | ----- | ----- | ----- | ----- | ----- | ----- | ---------- |
| أستراليا المفتوحة | غ     | غ     | د1    | د3    | غ     | ل.ت   | غ     | غ     | غ     | د2    | د1    | غ     | د1    | د1    | غ     | غ     | 0 / 6      |
| فرنسا المفتوحة    | ر.ن   | د4    | د4    | د3    | د3    | ر.ن   | د3    | د1    | د2    | د1    | د2    | د1    | د3    | غ     | غ     | غ     | 0 / 13     |
| بطولة ويمبلدون    | د2    | د3    | د4    | د1    | ن.ن   | د1    | غ     | غ     | د1    | د1    | د1    | د2    | د2    | غ     | غ     | د1    | 0 / 12     |
| أمريكا المفتوحة   | د1    | د4    | د2    | د2    | د1    | د1    | غ     | د1    | د2    | د2    | د2    | د2    | د1    | غ     | د1    | د1    | 0 / 14     |
| م.ف               | 0 / 3 | 0 / 3 | 0 / 4 | 0 / 4 | 0 / 3 | 0 / 3 | 0 / 1 | 0 / 2 | 0 / 3 | 0 / 4 | 0 / 4 | 0 / 3 | 0 / 4 | 0 / 1 | 0 / 1 | 0 / 2 | 0 / 45     |
| تصنيف نهاية العام | 33    | 15    | 16    | 23    | 11    | 8     | 26    | 88    | 52    | 69    | 105   | 111   | 83    | ب.ت   | ب.ت   | 225   |            |

- إجمالي ف / م = إجمالي الفوز والمشاركة

## روابط خارجية
- كاثي رينالدي على موقع رابطة محترفات التنس (الإنجليزية)
- كاثي رينالدي على موقع الاتحاد الدولي لكرة المضرب (الإنجليزية)
- كاثي رينالدي على موقع خلاصة التنس.كوم (الإنجليزية)